# CTF-150

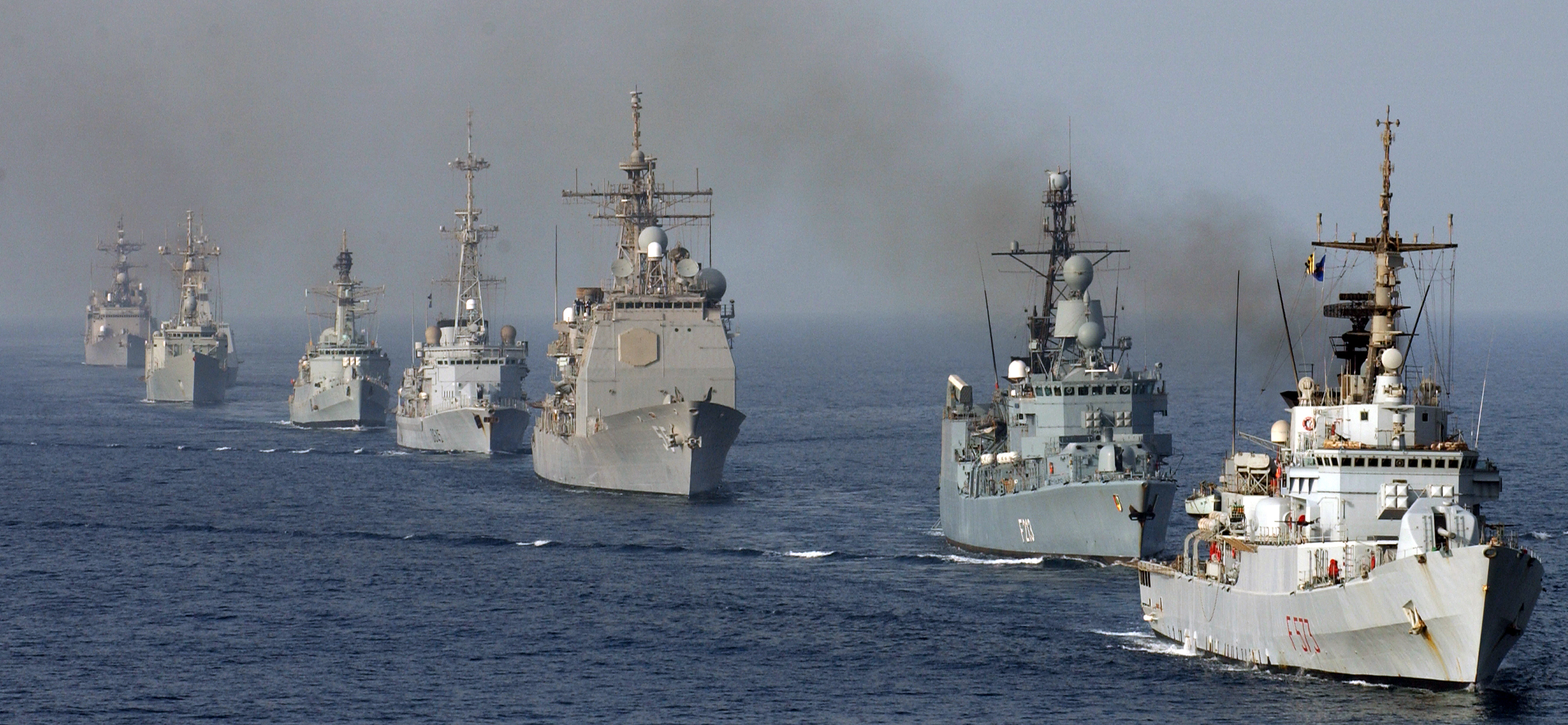
Le navi assegnate alla CTF-150 si riuniscono in formazione nel Golfo di Oman, 6 maggio 2004, in primo piano la fregata italiana "Scirocco" (F 573)

La CTF-150  (Combined Task Force 150) è una task force marittima di coalizione multinazionale di 29 nazioni tra cui l'Italia, creata nel febbraio del 2002, che dispone di strutture logistiche a Gibuti, istituite per monitorare, controllare, e bloccare i traffici mercantili sospetti, al fine di perseguire la guerra al terrorismo nella regione del Corno d'Africa.
Conduce operazioni di sicurezza marittima nel Mare Arabico del Nord per il supporto all'Operazione Iraqi Freedom (OIF) e nell'Oceano Indiano per sostenere l'Operazione Enduring Freedom - Corno D'Africa (OEF-HOA). Queste attività sono indicate come "operazioni di sicurezza marittime" (MSO) per la repressione della pirateria in Somalia.
La Task Force è alle dipendenze della Combined Maritime Forces il cui comando è a Manama in Bahrein presso il quartier generale di NAVCENT lo United States Naval Forces Central Command della US Navy.

## Composizione e caratteristiche
Tra i Paesi che contribuiscono alla CTF-150 vi sono la Repubblica di Corea, il Canada, la Danimarca, la Francia, la Germania, il Regno Unito, il Giappone e gli Stati Uniti. Altre nazioni hanno partecipato alla task-force includono Australia, Italia, Paesi Bassi, Nuova Zelanda, Portogallo, Singapore, Spagna, Thailandia e Turchia. Il comando della task force è assegnato a rotazione a ciascuna marina dei vari paesi partecipanti, la cui permanenza al comando varia dai quattro ai sei mesi. La task force si compone solitamente di 14 o 15 navi. La CTF-150 è coordinata con la 5ª flotta della Marina degli Stati Uniti, di cui ne incorpora le navi, nell'ambito della "U.S. Naval Forces Central Command" in Bahrain.
La CTF-150 è solo una delle missioni multinazionali in area, che vede la presenza nell'Operazione Ocean Shield della NATO, come contributo agli sforzi internazionali posti in essere per reprimere il fenomeno della pirateria al largo del Corno d'Africa, mediante la presenza dei gruppi navali SNMG1 SNMG2 che si alternano in Oceano Indiano dalla fine del 2008. Le altre sono  CTF-151 e CTF-152.
La Marina Militare Italiana assicura la continua partecipazione di una propria unità navale allo SNMG2. Altra operazione multinazionale è la missione Atalanta, messa in atto dall'Unione Europea.

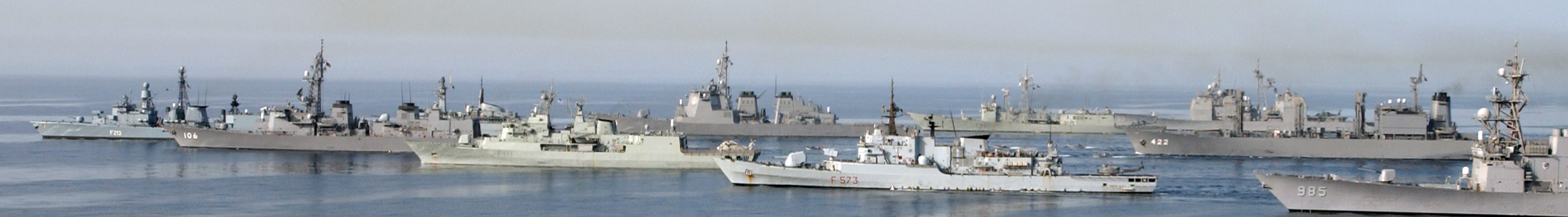
Navi della flotta multinazionale CTF-150

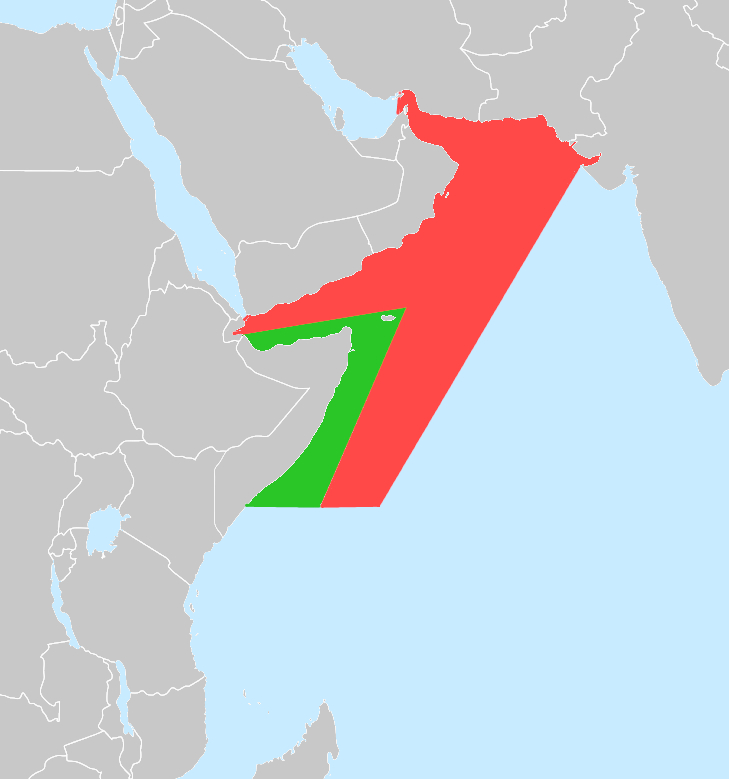
la Regione del Corno d'Africa (HOA) e l'omonima Regione estesa (HOAEX), le principali aree di operatività della CTF-150